# بابلو جاريلو هيريرو
بابلو جاريلو هيريرو (بالإسبانية: Pablo Jarillo-Herrero) (من مواليد 11 يونيو 1976 في فالنسيا) هو فيزيائي إسباني وأستاذ الفيزياء الحالي في معهد ماساتشوستس للتكنولوجيا (MIT).